# Quellgruppe Neunbronn
Über die Quellgruppe Neunbronn entwässern Gebiete, die jenseits der Jagst liegen, in den Kocher-Zufluss Bühler. Früher trat über die Quellen auch Wasser der Jagst aus, das unterhalb von Crailsheim versank. Von diesen Karstquellen rührt der Name  des nahen Wohnplatzes Neunbronn her, der zum Stadtteil Sulzdorf von Schwäbisch Hall im fränkisch geprägten Nordosten von Baden-Württemberg gehört.

## Lage
Die Quellgruppe Neunbronn liegt auf etwa 307 m ü. NHN rechts der Bühler und rund 200 Meter südlich des Wohnplatzes Neunbronn. Der Wasseraustritt erfolgt im Bereich der Schichtgrenze zwischen Mittlerem und Oberem Muschelkalk. Heute stoßen die Quellen in einem kleinen Stausee auf, der von einem Wehr aufgestaut wird, das Wasser zum Kleinwasserkraftwerk in Neunbronn leitet. Eine kleine, sumpfige Landzunge trennt die Bühler von dem Teil des Stausees, in dem die Quellen austreten. Durch die Lage unterhalb des Wasserspiegels ist die Quellschüttung nicht direkt messbar, geschätzt werden 30 bis 50 Liter pro Sekunde. Dank der Quellen friert der Stausee nie zu, da Wasser aus Karstquellen eine jahreszeitlich kaum schwankende Temperatur hat, die ungefähr der Jahresmitteltemperatur der Region entspricht.
Die Quellen liegen im Naturschutzgebiet Unteres Bühlertal und sind als Naturdenkmal geschützt und als Geotop ausgewiesen.
Nach dem Handbuch der naturräumlichen Gliederung Deutschlands liegt die Quellgruppe im Naturraum Hohenloher und Haller Ebene; das zutage tretende Wasser unterquert zuvor den Naturraum Kocher-Jagst-Ebenen. Weite Teile der Region bestehen aus Hochflächen mit wenig Reliefunterschieden, die überwiegend zum Ackerbau genutzt werden. Dörfer und Weiler liegen bevorzugt in Mulden. In die Hochfläche haben sich die Flüsse Kocher, Bühler und Jagst eingegraben. Das Tal der Bühler – bei Neunbronn etwa 80 Meter tief – hat knapp 12 Kilometer flussabwärts an der Mündung in den Kocher eine Tiefe von rund 160 Metern. Die nordöstlich der Bühler verlaufende Jagst ist weniger tief eingeschnitten: Bei Kirchberg ist ihr Tal etwa 80 Meter tief. Crailsheim konnte sich zum Verkehrsknotenpunkt entwickeln, da dort der Übergang über die Jagst ohne wesentliche Höhenunterschiede möglich ist.

## Geologie

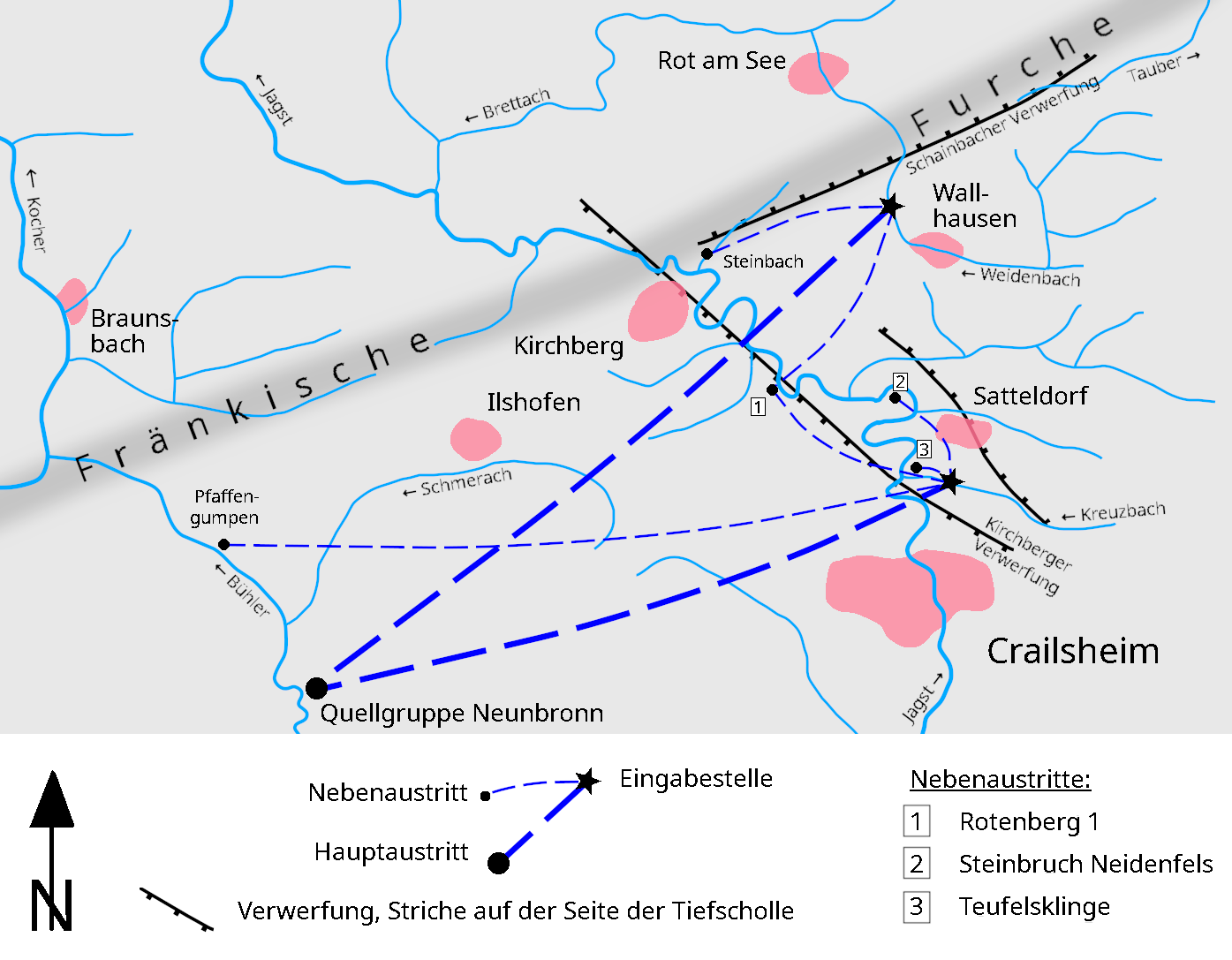
Quellgruppe Neunbronn, Skizze zu Markierungsversuchen 1988

Im Bereich der Quellgruppe sind Schichten des Mittleren und Oberen Muschelkalks verkarstet. Der Mittlere Muschelkalk ist rund 50 Meter mächtig; seine Steinsalzlager sind meist ausgelaugt. Oberste Formation sind circa 10 Meter mächtige, dickbankige und gut geklüftete Dolomitsteine. Der Obere Muschelkalk ist gut 70 Meter mächtig und besteht aus klüftigen Kalksteinen, die bereichsweise, vor allem im Westen und Norden, durch bis zu 2 Meter dicke Tonmergelsteinlagen untergliedert sind. Oberhalb folgt der etwa 20 Meter mächtige Untere Keuper, eine Wechselfolge von Tonsteinen, klüftigen Dolomiten und Sandsteinen. Die Hochebenen sind von Lösslehm bedeckt, in den Tälern haben die Gewässer Auenlehm abgelagert.
Tektonisch bestimmendes Element ist die Fränkische Furche, eine Nordost bis Ostnordost streichende Scherzone, in der die Schichtgrenze zwischen Keuper und Muschelkalk bis zu 120 Meter tiefer als in den benachbarten Sattelzonen liegt. Die Furche kreuzt bei Kirchberg das Jagsttal. Erkennbar ist die Furche im Jagsttal: Östlich von Kirchberg tritt am Hangfuß vorübergehend der Mittlere Muschelkalk zutage, dann folgt im Bereich der Furche der Obere Muschelkalk, ehe die Jagst endgültig in den Mittleren Muschelkalk eintritt.
Parallel zur Fränkischen Furche verlaufen Verwerfungen wie die Schainbacher Verwerfung mit Versetzungsbeträgen unter 30 Meter. Die Kirchberger Verwerfung mit einem Versetzungsbetrag von bis zu 20 Metern folgt dagegen dem Jagsttal zwischen Crailsheim und Kirchberg. Bei Satteldorf bildet die Kirchberger Verwerfung mit einer zweiten Verwerfung einen tektonischen Horst.
Der wichtigste Karstwasserleiter liegt an der Schichtgrenze zwischen Mittlerem und Oberem Muschelkalk; seine Basis sind Auslaugungsschluffe und -tone der einstigen Steinsalzlager. Örtlich können schwebende Grundwasserstockwerke auf den Tonschichten des Oberen Muschelkalks vorhanden sein.
An Karsterscheinungen gibt es Höhlen, Dolinen und Bachschwinden. Dolinen treten gehäuft an den Schultern von Tälern und an der Schichtgrenze zwischen Keuper und Muschelkalk auf, sie sind zum Teil zugleich Bachschwinden, in denen kurze Gewässerläufe aus dem Keuper versinken. Eine höhere Dichte von Karsterscheinungen an den vermuteten Abflussbahnen ist nicht erkennbar.

## Karsthydrologie
Anfang der 1970er Jahre gelang durch Markierungsversuche der Nachweis, dass in zwei Bachschwinden nordöstlich der Jagst versinkendes Wasser die Jagst unterquert und in der Quellgruppe Neunbronn wieder zutage tritt. Da eine der Bachschwinden in der Nähe einer heute verschlossenen Versinkungsstrecke der Jagst nördlich von Crailsheim liegt, wird auch diese Versinkung der Quellgruppe zugeordnet. Dass Wasser von der Jagst unterirdisch zur Bühler fließt, war bereits in Crailsheimer Chroniken des 18. Jahrhunderts vermutet worden. 1988 führte das Geologische Landesamt einen weiteren Markierungsversuch durch, der die Ergebnisse der 1970er Jahre bestätigte und zusätzliche Erkenntnisse lieferte.

### Versinkungen
Die Weidenbachversinkung ⊙ liegt auf etwa 425 m ü. NHN 17,8 Kilometer nordöstlich von Neunbronn bei Wallhausen am Weidenbach, einem Zufluss der Brettach. Das rund 29 km² große Einzugsgebiet oberhalb der Versinkung reicht nach Osten bis zum Hornberg, dem höchsten Berg der Frankenhöhe. Die Hauptversinkungsstelle liegt vor der Schainbacher Verwerfung; unterhalb folgen weitere Versinkungsstellen, die nur bei stärkerer Wasserführung erreicht werden. Es wird vermutet, dass die Verwerfung die Versinkung auslöste und diese mit fortschreitender Verkarstung talaufwärts wanderte. Die Versinkungsstellen sind mit Betonringen gegen Verstopfungen gesichert.
Die zweite, über Markierungsversuche nachgewiesene Versinkungsstelle liegt – rund 15,9 Kilometer ostnordöstlich von Neunbronn – am Kreuzbach, einem rechten Zufluss der Jagst zwischen Crailsheim und Satteldorf. Die rund 100 m lange Versinkungsstrecke ⊙ liegt auf etwa 420 m ü. NHN knapp unterhalb der Schichtgrenze zwischen Keuper und Muschelkalk. Nur bei Niedrigwasser versickert das Wasser aus dem gut 4 km² großen Einzugsgebiet vollständig; bei teilweiser Versinkung fließt Wasser weiter zur rund einen Kilometer entfernten Jagst.
Knapp einen Kilometer südlich der Kreuzbachversinkung liegt auf etwa 396 m ü. NHN die frühere Versinkung der Jagst ⊙ an der Heldenmühle nördlich von Crailsheim. Nach Angaben von 1911 versanken bei einem Abfluss der Jagst von 0,48 m³/s 97 Prozent und bei 0,87 m³/s 70 Prozent des Wassers, wenn der Wehrkanal geschlossen war und das Wasser durch die Mühle floss. Dann strömte Wasser entgegen der nominellen Fließrichtung von der Mündung des Mühlkanals zu den oberhalb gelegenen Versinkungsstellen. Auf Initiative einer Genossenschaft der Müller an der Jagst wurden die Versinkungsstellen ab 1910 mit Beton abgedichtet. In der Gegenwart ist keine Versinkung wahrnehmbar. Die räumliche Nähe zur Kreuzbachversinkung und die geologischen Gegebenheiten lassen den Schluss zu, dass das Wasser von der Jagstversinkung nach Neunbronn floss. Im Mai 1905 hatte der württembergische Innenminister Johann von Pischek in einer Landtagsdebatte über die Donauversinkung erklärt, die Versickerung der Jagst werde hingenommen, ohne dass bisher Wünsche geäußert worden seien, dass diesem Zustand ein Ende bereitet werde.

### Markierungsversuche
Die Markierungsversuche von 1988 bestätigten die Ergebnisse der 1970er Jahre, wonach der Hauptteil des an den Versinkungsstellen an Weidenbach und Kreuzbach verschwindenden Wassers zur Quellgruppe Neunbronn fließt. 1988 wurden 21 Prozent des am Weidenbachs eingesetzten Tracers nachgewiesen; die maximale Konzentration trat nach 420 Stunden auf, was einer Abstandsgeschwindigkeit von 37 Meter pro Stunde entspricht. Vom am Kreuzbach eingegebenen Markierungsmittel wurden 10 Prozent in Neunbronn festgestellt; dessen Konzentration war 312 Stunden nach der Eingabe maximal, woraus sich eine Abstandsgeschwindigkeit von 51 Meter pro Stunde errechnen lässt.
Für beide Versinkungen konnten 1988 Nebenaustritte nachgewiesen werden. Dabei waren die Ergebnisse für die Weidenbachversinkung weniger eindeutig, da das dort eingesetzte Uranin auch aus Abwasserbelastungen stammen kann. Am Kreuzbach wurden dagegen fluoreszierende Mikropartikel genutzt; diese lassen sich auch in sehr geringen Mengen nachweisen. Quantitativ sind die Nebenaustritte der Kreuzbachversinkung mit maximal 0,1 Prozent des eingebrachten Tracers sehr gering.
An folgenden Stellen konnten 1988 Nebenaustritte nachgewiesen werden:
- Die Quelle Teufelsklinge ⊙ liegt auf etwa 410 m ü. NHN im Unterlauf des Kreuzbachs rund 370 Meter vor der Mündung in die Jagst. In der zeitweise trockenfallenden Quelle wurde Tracer aus der Kreuzbachversinkung festgestellt.[21]
- In der Wasserhaltung des Steinbruchs Neidenfels ⊙ auf etwa 375 m ü. NHN konnte Tracer aus der Kreuzbachversinkung nachgewiesen werden. Der Steinbruch liegt linksseits eines Jagstmäanders.[22]
- Die Quelle Rotenberg 1 ⊙ liegt etwa einen Kilometer oberhalb von Lobenhausen links der Jagst auf etwa 362 m ü. NHN. Hier wurden Tracer aus beiden Versinkungen festgestellt.[23]
- Im Steinbach wurde an seiner Mündung ⊙ auf etwa 336 m ü. NHN der Tracer aus der Weidenbachversinkung nachgewiesen. Der Austritt erfolgte sehr wahrscheinlich an einer episodisch schüttenden Quelle ⊙ auf etwa 370 m ü. NHN etwa einen Kilometer oberhalb der Mündung.[24] Nach einem sparsam dokumentierten Versuch soll das Wasserwirtschaftsamt 1963 eine Verbindung dieser Quelle zur Weidenbachversinkung nachgewiesen haben.[25]
- Die Quelle Pfaffengumpen⊙ liegt auf etwa 275 m ü. NHN im Tal der Bühler unweit der Mündung des Baches durch die Kressenklinge. An dieser rund 4 Kilometer unterhalb von Neunbronn gelegenen Quelle wurde Tracer aus der Kreuzbachversinkung gefunden.[21]

### Interpretation
Aus den Untersuchungsergebnissen wird gefolgert, dass die Hauptabflussbahn zwischen Jagst und Bühler in der obersten Formation des Mittleren Muschelkalks verläuft, dem Dolomitstein. Diese Schicht steht unter beiden Flüssen in 10 bis 20 Meter Tiefe an. Von der Kreuzbachschwinde und der früheren Versinkung an der Jagst dürfte das Wasser nicht den direkten Weg nach Neunbronn nehmen, sondern zunächst längs dem Jagsttal und der diesem parallelen Kirchberg-Verwerfung fließen. Ungefähr in der Gegend der Quelle Rotenberg 1 vereinigt sich diese Abflussbahn mit einer zweiten von der Weidenbachschwinde und führt dann nach Neunbronn. Der Abzweig zum Nebenaustritt in der Quelle Pfaffengumpen wird höchstens 1 bis 2 Kilometer vor Neunbronn vermutet. Für die Verbindungen von der Weidenbachversinkung nach Westen zum Steinbach und von der Kreuzbachversinkung zur Quelle in der Teufelsklinge liegt das Karstwasserstockwerk im Dolomitstein zu tief; hier erfolgt der Abfluss über schwebende Grundwasserstockwerke im Oberen Muschelkalk.
Vorläufer der Bühler war ein als „Ur-Bühler“ bezeichneter Zufluss der Urbrenz, die in die Donau mündete. Im Altpleistozän konnten zum Rhein orientierte Flüsse das Einzugsgebiet der Ur-Bühler übernehmen, da sie durch ihre tiefere Erosionsbasis im Vorteil waren. Die Umkehr der Bühler-Fließrichtung zeigt sich unter anderem am „verkehrten“ Mündungswinkel von Bühler-Zuflüssen wie der Schmerach oder der Fischach. Die Hauptabflussbahn von der Jagst zur Quellgruppe Neunbronn zeigt einen ähnlichen, „verkehrten“ Mündungswinkel, woraus gefolgert wird, dass sich das Karstsystem bereits vor der Anzapfung der Ur-Bühler zu entwickeln begann, möglicherweise entlang von tektonischen Strukturen parallel zur Fränkischen Furche. Im Raum Crailsheim konnte das Karstsystem vorübergehend den Vorteil der tieferen, rheinischen Erosionsbasis nutzen, da sich die Fließrichtung der Jagst erst später umkehrte. Die Abflussbahnen in den höheren, schwebenden Grundwasserstockwerken im Oberen Muschelkalk entstanden erst später, ungefähr ab dem Mindel-Riß-Interglazial. Modelle zur zeitlichen Entwicklung von Karstsystemen kommen zu ähnlichen Ergebnissen wie die Folgerungen aus der Landschaftsgeschichte.
Jürgen Zander nannte 1973 die von ihm nachgewiesenen Verbindungen der Quellgruppe Neunbronn „unterirdische Flusspiraterien“, die einen Hinweis darauf geben können, wie sich die Flusssysteme der Zwillingsflüsse Kocher und Jagst in der Zukunft entwickeln werden. In ihrer Bedeutung reichten die Verbindungen vielleicht nicht an die Donauversinkung im Oberen Jura bei Tuttlingen heran; allerdings zeigten sie, welche großräumigen Karstsysteme auch im Muschelkalk entstehen können.